# Nina, Pretty Ballerina
Nina, Pretty Ballerina är en sång som spelades in av svenska popgruppen Abba 1973. Den gavs ut på singel i Österrike och Frankrike för att marknadsföra albumet Ring Ring. Den nådde topplaceringen #8 på singellistan i Österrike.

## Låtlista
Österrike
1. A. "Nina, Pretty Ballerina"
2. B. "I Am Just a Girl"

Frankrike
1. A. "Nina, Pretty Ballerina"
2. B. "He Is Your Brother"

## Listplaceringar
| Lista (1974) | Topplacering |
| ------------ | ------------ |
| Österrike    | 8            |

### Fotnoter
1. ↑  ”Nina, Pretty Ballerina”. Austriancharts. 28 februari 2011. http://austriancharts.at/showitem.asp?interpret=Bj%F6rn+%26+Benny%2C+Anna+%26+Frida&titel=Nina%2C+Pretty+Ballerina&cat=s. Läst 19 juni 2012.